# Diocese de Chicoutimi
A Diocese de Chicoutimi (Dioecesis Chicoutimiensis) é uma diocese localizada no boroughs de Chicoutimi, na cidade de Saguenay, na província de Quebec, pertencente a Arquidiocese de Quebec no Canadá. Foi fundada em 1878 pelo Papa Leão XIII. Com uma população católica de 249.874 habitantes, sendo 95,6% da população total, possui 65 paróquias com dados de 2018.

## História
Em 28 de maio de 1878 o Papa Leão XIII cria a Diocese de Chicoutimi a partir do território da Arquidiocese de Québec. Em 2007 o território da diocese é ampliado com parte da Diocese de Amos.

## Lista de bispos
A seguir uma lista de bispos desde a criação da diocese em 1878.
|                      | Nome                           | Período              | Notas                                 |
| Bispos de Chicoutimi | Bispos de Chicoutimi           | Bispos de Chicoutimi | Bispos de Chicoutimi                  |
| -------------------- | ------------------------------ | -------------------- | ------------------------------------- |
| 9º                   | René Guay                      | 2017 -               |                                       |
| 8º                   | André Rivest                   | 2004 - 2017          | Bispo emérito                         |
| 7º                   | Jean-Guy Couture               | 1979 - 2004          | Bispo emérito                         |
| 6º                   | Marius Paré                    | 1961 - 1979          |                                       |
| 5º                   | Joseph Georges-Arthur Melançon | 1940 - 1961          |                                       |
| 4º                   | Charles-Antonelli Lamarche     | 1928 - 1940          | Faleceu no cargo                      |
| 3º                   | Michel-Thomas Labrecque        | 1892 - 1927          |                                       |
| 2º                   | Louis-Nazaire Bégin            | 1888 - 1892          | Nomeado Arcebispo-coadjutor de Québec |
| 1º                   | Dominique Racine               | 1878 - 1888          | Faleceu no cargo                      |
| Bispo coadjutor      |                                |                      |                                       |
| 1º                   | Marius Paré                    | 1960 - 1961          | Nomeado bispo dessa diocese           |
| Bispos auxiliares    |                                |                      |                                       |
| 2º                   | Marius Paré                    | 1956 - 1960          | Nomeado bispo coadjutor dessa diocese |
| 1º                   | Roch Pedneault                 | 1974 - 2002          |                                       |